# Estaires
Pour les articles homonymes, voir Estaires (race de poule).
Pour les articles ayant des titres homophones, voir Ester et Esther.
Estaires (prononcé [etɛʁ] ; en flamand occidental : Stegers : la prononciation [stəɛʁs] est à rapprocher de la prononciation de la forme romanisée Estaires) est une commune française située dans le département du Nord, en région Hauts-de-France. Le nom jeté des habitants est les Baudets d'Estaires.
La ville a donné son nom à une race de poules créée dans les environs : la race d'Estaires.

## Géographie
Estaires est située en France, dans le département du Nord, à une altitude de 16,4 m. La Meteren Becque se jette dans la Lys au pont d'Estaires. Elle se trouve à 30 kilomètres à l'ouest de Lille, à 17 kilomètres d'Hazebrouck et 14 kilomètres d'Armentières.

### Communes limitrophes
| Neuf-Berquin | Le Doulieu | Steenwerck        |
| Merville     | Estaires   | Sailly-sur-la-Lys |
|              | La Gorgue  |                   |

### Hydrographie

#### Réseau hydrographique
La commune est située dans le bassin Artois-Picardie. Elle est drainée par la Lys, la Meteren Becque, le Courant du Doulieu, le Courant du Pont du Beurre - Courant de l'Hautdyck, le Courant bayard, le Courant de la maladrerie, le Courant du Pont de la Huchette et divers autres petits cours d'eau,.
La Lys, d'une longueur de 134 km en France, prend sa source dans la commune de Lisbourg, à l'altitude de 114,7 mètres, et se jette dans l'Escaut à Gand à 4,45 mètres d'altitude. 

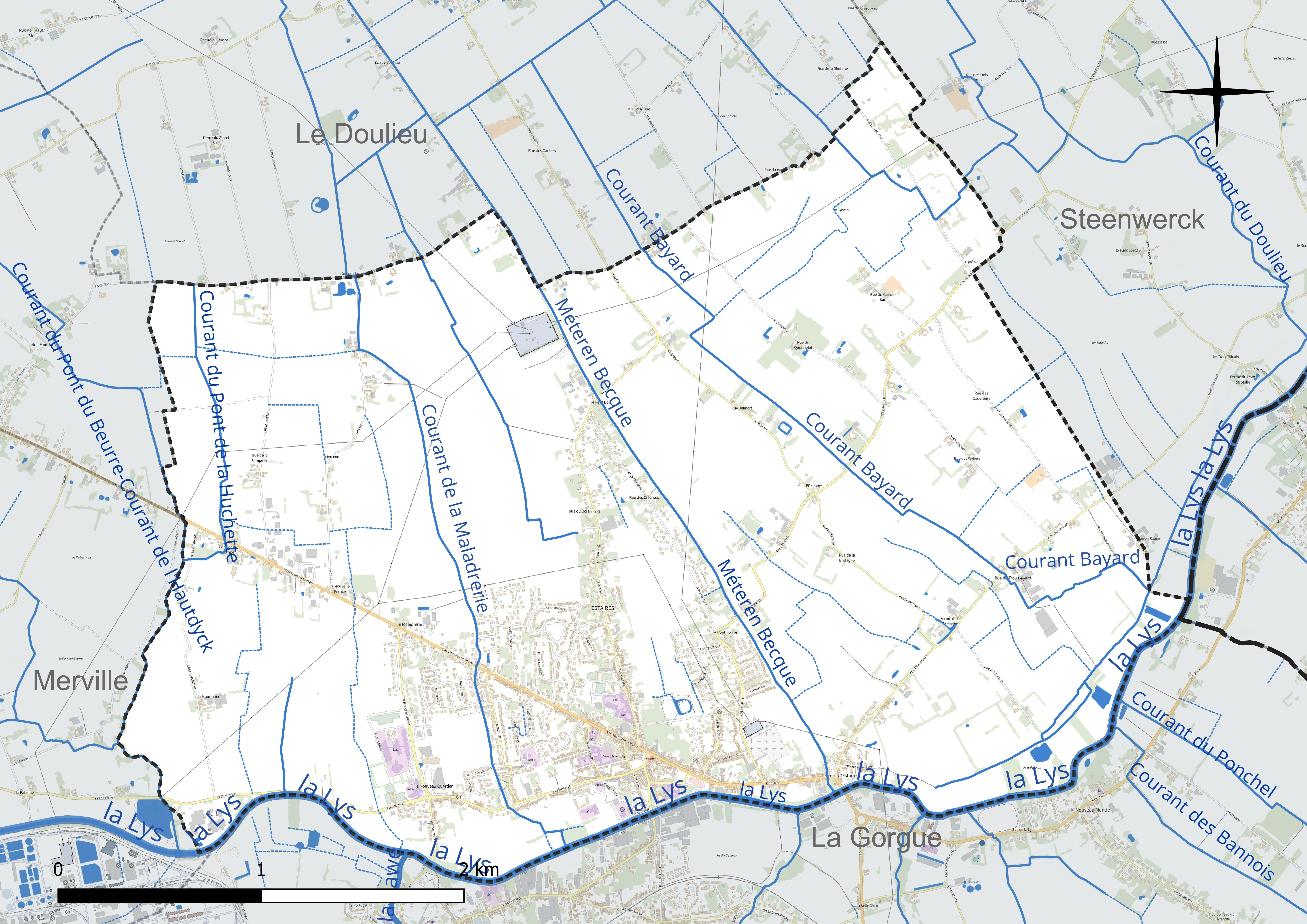
Réseau hydrographique d'Estaires.

La Meteren Becque, d'une longueur de 19 km, prend sa source dans la commune de Méteren et se jette  dans la Lys sur la commune, après avoir traversé sept communes. 

#### Gestion et qualité des eaux
Le territoire communal est couvert par le schéma d'aménagement et de gestion des eaux (SAGE) « Lys ». Ce document de planification concerne un territoire de 1 835 km2 de superficie, délimité par le bassin versant de la Lys. Le périmètre a été arrêté le 29 mai 1995 et le SAGE proprement dit a été approuvé le 6 août 2010, puis révisé le 20 septembre 2019. La structure porteuse de l'élaboration et de la mise en œuvre est le syndicat mixte pour l'élaboration du SAGE de la Lys (SYMSAGEL). 
La qualité des cours d'eau peut être consultée sur un site dédié géré par les agences de l'eau et l'Agence française pour la biodiversité. 

### Climat
Pour des articles plus généraux, voir Climat des Hauts-de-France et Climat du Nord.
En 2010, le climat de la commune est de type climat océanique dégradé des plaines du Centre et du Nord, selon une étude du CNRS s'appuyant sur une série de données couvrant la période 1971-2000. En 2020, Météo-France publie une typologie des climats de la France métropolitaine dans laquelle la commune est exposée à un climat océanique et est dans la région climatique  Côtes de la Manche orientale, caractérisée par un faible ensoleillement (1 550 h/an) ; forte humidité de l'air (plus de 20 h/jour avec humidité relative > 80 % en hiver), vents forts fréquents. 
Pour la période 1971-2000, la température annuelle moyenne est de 10,7 °C, avec une amplitude thermique annuelle de 14,1 °C. Le cumul annuel moyen de précipitations est de 686 mm, avec 11,9 jours de précipitations en janvier et 8,4 jours en juillet. Pour la période 1991-2020, la température moyenne annuelle observée sur la station météorologique la plus proche, située sur la commune de Lillers à 19 km à vol d'oiseau, est de 11,1 °C et le cumul annuel moyen de précipitations est de 731,5 mm,. Pour l'avenir, les paramètres climatiques de la commune estimés pour 2050 selon différents scénarios d'émission de gaz à effet de serre sont consultables sur un site dédié publié par Météo-France en novembre 2022.

## Urbanisme

### Typologie
Au 1er janvier 2024, Estaires est catégorisée centre urbain intermédiaire, selon la nouvelle grille communale de densité à sept niveaux définie par l'Insee en 2022.
Elle appartient à l'unité urbaine de Béthune, une agglomération inter-départementale regroupant 94  communes, dont elle est une commune de la banlieue,,. Par ailleurs la commune fait partie de l'aire d'attraction de Lille (partie française), dont elle est une commune de la couronne,. Cette aire, qui regroupe 201 communes, est catégorisée dans les aires de 700 000 habitants ou plus (hors Paris),.

### Occupation des sols
L'occupation des sols de la commune, telle qu'elle ressort de la base de données européenne d'occupation biophysique des sols Corine Land Cover (CLC), est marquée par l'importance des territoires agricoles (81,9 % en 2018), en diminution par rapport à 1990 (91,1 %). La répartition détaillée en 2018 est la suivante : 
terres arables (80,8 %), zones urbanisées (17,4 %), zones agricoles hétérogènes (1,1 %), zones industrielles ou commerciales et réseaux de communication (0,7 %). L'évolution de l'occupation des sols de la commune et de ses infrastructures peut être observée sur les différentes représentations cartographiques du territoire : la carte de Cassini (XVIIIe siècle), la carte d'état-major (1820-1866) et les cartes ou photos aériennes de l'IGN pour la période actuelle (1950 à aujourd'hui).

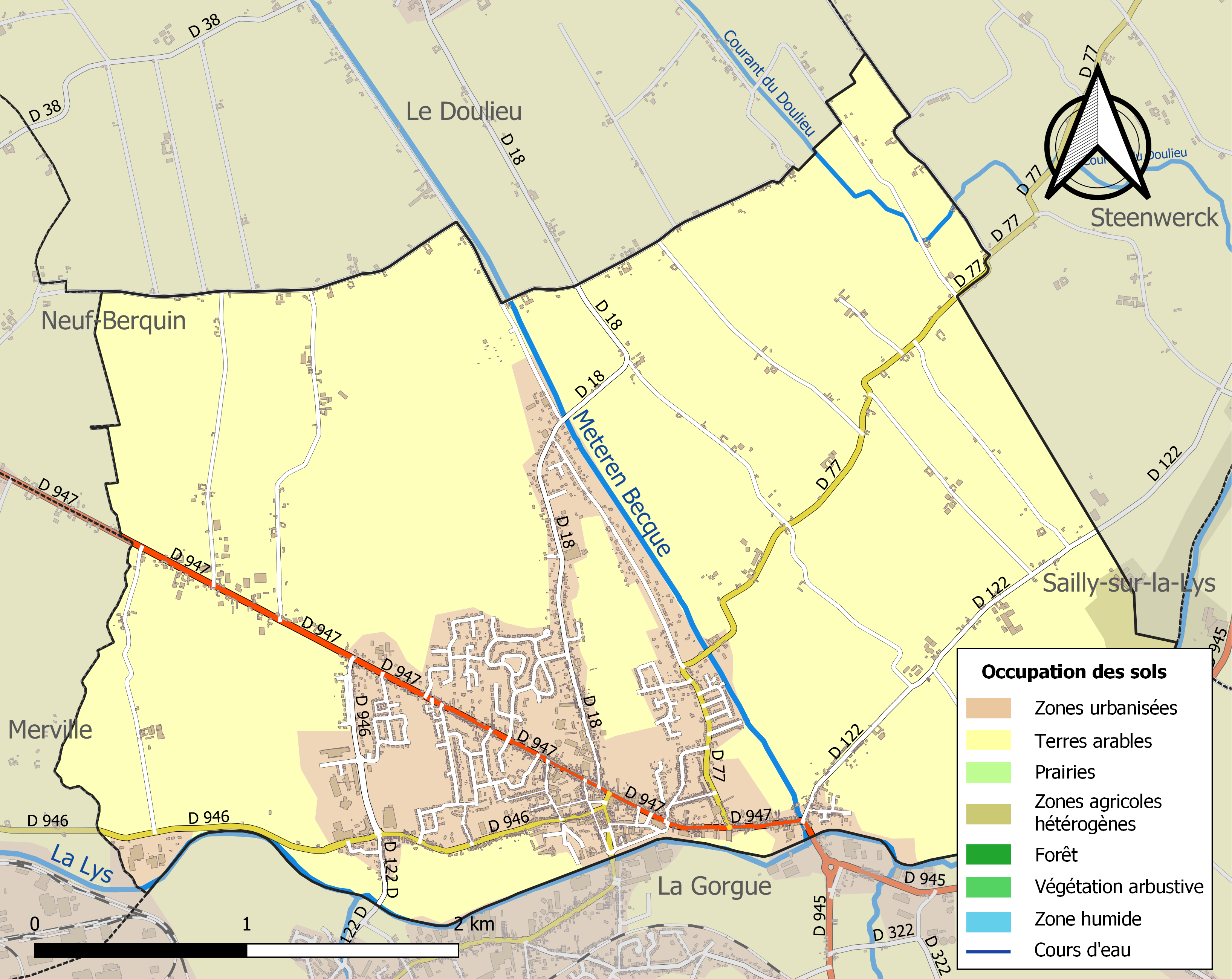
Carte des infrastructures et de l'occupation des sols de la commune en 2018 (CLC).

## Toponymie
Stagras (869), Staires (1e moitié du 12e s.), Steres (1221), Stereis (1221), Estaires (1221).
D'après Maurits Gysseling, Estaires viendrait du nom germanique staigri ("escalier"), qui a donné steger en néerlandais (Stegers est le nom flamand d'Estaires). 

## Histoire
- Si vous ne connaissez pas le sujet, laissez ce bandeau (vous pouvez alors contacter les auteurs).
- Si vous supprimez le contenu mis en cause (vous pouvez préalablement contacter les auteurs),

argumentez précisément cette suppression dans la page de discussion
(un manque de référence n'est pas un argument ; une recherche réelle de référence doit avoir été effectuée, être formellement documentée).

### Antiquité
La ville se situe sur l'emplacement d'une cité gallo-romaine appelée Minariacum, toponyme figurant sur l'itinéraire d'Antonin. L'endroit correspond à l'actuel quartier du Pont d'Estaires. 
L'ancienne bourgade était située sur la voie romaine reliant Castellum Menapiorum (Cassel) à la capitale des Atrebates, Nemetacum Atrebatum (Arras). Il s'agissait d'une position stratégique du fait de la moindre largeur de la Lys en ce lieu, permettant une traversée plus aisée.
Dès la fin du IIIe siècle, des saints chrétiens seraient venus prêcher à Estaires : on cite Piat de Seclin, Victoric d'Amiens, Saint Fuscien, également signalés à Bergues à cette époque, ainsi que Victrice de Rouen au début du Ve siècle.
La tradition rapporte qu'Aetius, vainqueur d'Attila en 451 serait passé par Minariacum en 453, ce qui aurait amené à modifier le nom du site appelé Etii Terra, qui deviendra Eterra puis Estaires.

### Moyen Âge
Au Moyen Âge, la cité estairoise se développe notamment autour de la production textile. Elle subit cependant de nombreuses dégradations lors des multiples combats qui ont lieu entre Flamands, Français, Anglais, mais aussi Bourguignons, Autrichiens ou Espagnols.
Évangélisée au VIe siècle par saint Vaast, la cité prit un temps le nom de Stegers (Stegras 765) issu du vieux bas francique *steger (flamand occidental) qui signifie « poste d'amarrage pour les bateaux ». Ce nom de Stegras en latin apparait dans une bulle du pape Étienne III, relative à l'abbaye Saint-Vaast d'Arras. Saint Vaast aurait consacré un autel et déposé des reliques dans un hameau nomme Covorde dépendant de la terre d'Etius.
Saint Amand (Amand de Maastricht) aurait également prêché la foi à Estaires au VIIe siècle.
Dès sa création, en 863-866, le comté de Flandre inclut la majorité de la plaine de la Lys, dont Estaires, où s'implanta une seigneurie.
Le pape Jean VIII attribue en 879 la région d'Estaires à l'évêque de Noyon. Par la suite, Estaires relève du diocèse de Thérouanne et à la disparition de celui-ci du diocèse de Saint-Omer.
En 880, la ville est ravagée lors des invasions vikings.
En 1096, Jehan d'Estaires, seigneur d'Estaires, participe à la première croisade.
En 1190, Robert, seigneur de Béthune, (maison de Béthune), avoué d'Arras, et Didier, évêque de Thérouanne, suivent le conseil de Guillaume aux Blanches Mains, cardinal archevêque de Reims, et partagent Estaires en deux paroisses : Estaires et La Gorgue. Le chapelain de La Gorgue, dépend de l'abbaye Notre-Dame de Beaupré-sur-la-Lys, située à La Gorgue. Il partage avec le curé d'Estaires les droits de mouture du moulin et les droits de pêche, et verse annuellement au curé d'Estaires douze deniers. L'accord est appliqué après la mort du curé d'Estaires alors en place, Simon Gomer.
La Lys est devenue une frontière linguistique naturelle vers le XIIIe ou XIVe siècle : au nord, on y parlait le flamand de France, et au sud le picard (Flandre romane). De nos jours, le flamand de France n'est plus parlé que par environ 50.000 ou 60.000 personnes, en particulier par les personnes âgées, et plus du tout à Estaires. À l'époque, les Estairois subissent les deux influences.
En 1226, Michel de Harnes fonde la chapelle du Doulieu, alors hameau d'Estaires et la donne à l'abbaye Saint-Jean-Baptiste de Chocques. Les curés d'Estaires étaient chanoines réguliers de cette abbaye.
En 1228, Jean, seigneur de Berquin, seigneurie dépendant d'Estaires, prisonnier des infidèles, racheté par les religieux Trinitaires, qui géraient un hôpital sur Estaires, leur donne la chapelle de Covorde. Mabille, châtelaine d'Ypres et de Bailleul, confirme la donation.
Le 27 juillet 1296, Jean, chevalier, seigneur de Haverskerque, cède à Robert, futur Robert III de Flandre, fils aîné du comte de Flandre, Gui de Dampierre, des terres situées en partie sur Estaires, et l'usage du bois d'Estaires, avec le droit de pâtures et le droit d'y couper tous les trois ans ce qu'il faut pour enfermer sa motte et sa tour à La Gorgue.
En 1320, lors du partage de ses biens par Robert III de Flandre, Estaires et toute la Flandre jusqu'à la mer font partie de l'apanage de son fils Robert de Cassel.
Les libertés d'Estaires sont confirmées en 1328 par le comte de Flandre Louis Ier de Flandre.
En 1347, pendant la guerre de Cent Ans, Estaires est pillée et brûlée comme tout le pays de l'alleu. Ce sera de nouveau le cas en 1383, la ville est incendiée par les Anglais. Elle connait encore l'incendie en 1403.
Le 24 mai 1387, Yolande de Flandre, comtesse de Bar, vend à Henri d'Antoing, chevalier, la seigneurie du pont d'Estaires contre deux cents livres de rente qu'elle lui avait assignées sur la forêt de Nieppe. Henri d'Antoing est père de Marie, épouse d'Engelbert d'Enghien, et de Marguerite, mariée à Jean III de Stavele, seigneur d'Isenghien (Izeghem). Armes des Stavele :«  D'hermines à la bande de gueules; cimier, la tête d'un enfant de carnation aux cheveux blonds, ayant un bandeau sur le front, entre un vol d'hermine ».
Marie d'Enghien, devenue dame d'Estaires, restaure l'hôpital. En 1426, le pape Martin V publie des indulgences pour la léproserie d'Estaires. En 1436, Engelbert d'Enghien et sa femme Marie fondent la chapelle du château d'Estaires. Le premier chapelain est un prêtre du diocèse de Cambrai auquel les fondateurs attribuent 43 livres et 15 sols de gros. La même année, Engelbert accroit la ville d'Estaires sur la seigneurie de Neuf-Berquin (Zuut-Berquin).
Jean III de Stavele et Marguerite d'Antoing donnent naissance à Josse ou Jean IV de Stavele qui va devenir seigneur d'Estaires. Il a épousé Jeanne de Berlaymont, dame de Glajon (Glageon).
En 1470, des religieuses du Tiers-ordre de Saint-François (François d'Assise) viennent de Bailleul à Estaires pour diriger l'hôpital qui accueille les malades et les pèlerins pauvres.
Estaires brûle en totalité en 1474 : l'incendie détruit toutes les maisons et les 874 métiers de tisserands que comptait alors la ville. Disparaissent également toutes les chartes de la ville dont un cahier de coutumes, statuts et ordonnances relatives au bourg, datant de 1436 et contenant 176 articles.

### Époque moderne
Au XVe siècle, le duc de Bourgogne Philippe le Bon autorise Estaires à mettre sur ses rôles d'imposition les fiefs revendiqués par le Neuf-Berquin.
Charles Quint confirme en 1515 les marchés et la foire d'Estaires et autorise le rétablissement des fabriques de draps. La fabrication et le commerce des draps vont faire l'objet d'instructions en 1528. La même année 1515, en son conseil à Bruxelles, il autorise l'établissement de droits d'octroi dans la ville, pour financer la réparation des chaussées. Le souverain passe par Estaires en 1531, il y est accueilli par 2000 hommes en armes. Il est également de passage au Pont d'Estaires en 1553 ou 1554.
En 1565, du fait de la cherté des grains, la commune en achète à Gand pour les revendre à moindre prix. En 1566, face à la menace constituée par les adeptes du protestantisme, la ville érige des barrières et des portes pour tenter de se défendre. En 1567, le roi d'Espagne Philippe II autorise la ville à lever une taxe sur le vin, la cervoise et la bière, pour solder un arriéré de 1000 livres de gros et achever les chaussées et les portes.
Toute la Flandre maritime était profondément catholique. L'apparition de la pensée luthérienne au XVIe siècle engendra des troubles religieux dans la région. En 1566, la révolte des Gueux éclata, n'épargnant pas Estaires. Les icônes catholiques furent saccagées par les calvinistes lors des furies iconoclastes. À Estaires, le jour de la Fête-Dieu, les Gueux promenèrent en procession un âne sous le dais, à la place du curé, en guise de dérision. Cet épisode restera marqué dans la mémoire de la cité et c'est à partir de ce moment que les Estairois se surnommèrent les Baudets.
En 1577, les huguenots mettent le feu à la ville. On commence à construire une nouvelle église cette même année 1577, la première pierre est posée par Mme de Pallant, veuve du seigneur d'Estaires.
En 1582, Philippe II d'Espagne, en son conseil à Bruxelles, autorise la ville à établir des taxes (octroi) pour entretenir quelques gens de guerre. Cela n'empêche pas qu'en 1586 l'église soit de nouveau incendiée. Le pays se dépeuple du fait des conflits, de la peste, de la pauvreté, des meutes de loups et de chiens attaquent les personnes l'année suivante.
En 1589, haute et puissante dame Anne du Pallant, douairière d'Estaires, et Floris de Stavele, son fils, seigneur du lieu, établissent une confrérie d'archers de saint Sébastien, à charge de l'érection dans l'église d'un autel en l'honneur de Dieu et du saint. Le 7 avril 1590 Phillippe II d'Espagne approuve la confrérie, qui pourrait participer à la défense du pays si nécessaire. Il favorise la ville en constituant une rente pour la messe du samedi en l'honneur de Marie, mère de Jésus.
À cette époque, on trouve au pont d'Estaires des médailles datant du temps des Antonins. De nouvelles médailles sont extraites du sol le long de la voie romaine venant de Cassel en 1608. Le droit de pontenage sur et sous le pont est partagé entre l'abbaye Saint-Vaast et le seigneur d'Estaires, au temps des Montmorency.
Les coutumes d'Estaires font l'objet d'une enquête des archiducs Albert d'Autriche et de son épouse Isabelle, gouverneurs des Pays-Bas pour le roi d'Espagne,en 1604. Les archiducs confirme les coutumes de la ville et de la bourgeoisie (commune médiévale) l'année suivante.
En 1609, le bailli d'Estaires, Adrien Scriekius, rédige un ouvrage de réflexions sur Estaires et son ancienne implantation à l'époque romaine
Le 8 août 1611, l'archiduc érige en comté les seigneuries d'Estaires et de Zenecbergue, sous le nom de comté d'Estaires, pour Nicolas de Montmorency.
Le 15 décembre 1612, les archiducs autorisent la ville à faire un emprunt de 10 000 florins au denier 16, pour la construction d'une halle. L'année suivante, la commune lance un emprunt de 8000 florins pour reconstruire l'hôtel de ville. En 1614, la ville reçoit une nouvelle autorisation de créer des impôts jusqu'à concurrence de 18 000 florins pour construire la tour de l'église.
En 1619, un natif d'Estaires, Vincent Meurin, doyen et chanoine de Cassel fonde trois bourses pour aider trois pauvres de sa famille à faire des études, les rentes sont servies par la ville.
Jean de Montmorency fait bâtir la même année un couvent à Estaires et y fait venir des moines de l'ordre des récollets (en 1861, un couvent de bénédictines a pris la suite de cet établissement initial). En 1620, la ville demande l'autorisation d'utiliser la maladrerie, (établissement accueillant les lépreux) pour financer l'établissement des récollets et les écoles latines. En 1622, des emprunts de 6000 florins, gagés sur la maladrerie qui possède 55 mesures de terre (environ 25 hectares) sur Cassel et Warneton, pour les écoles latines. La première pierre de l'église des récollets est posée par l'abbé de Chocques, Guillaume Delval ou Deleval, futur auteur d'un ouvrage de théologie en 1633 Oculus Abbatum Duaci.
En 1624, un nouvel emprunt de 4000 livres parisis est lancé pour réparer l'église et construire sa tour. Une nouvelle maladie contagieuse touchant surtout les pauvres, fait de nombreuses victimes.
En 1626, la ville, épuisée par les taxes imposées par le roi d'Espagne, obtient l'autorisation, au nom de Philippe IV roi d'Espagne, de lancer un nouvel emprunt de 1800 florins pour secourir les indigents atteints par la maladie contagieuse de l'époque. En 1633, le roi va de nouveau autoriser Estaires à créer des taxes pour financer l'aide aux pauvres.
En 1636, en août, est créée une infirmerie pour les pestiférés, la ville tente de renforcer ses défenses (barrières) contre les incursions et vols commis par des soldats.
Les années suivantes, la ville est au cœur de la guerre franco-espagnole : en juillet-août 1647, des soldats espagnols s'installent quelques jours à Estaires, en septembre, les Français menés par le maréchal Jean de Gassion traversent Estaires en se dirigeant vers Lens. En 1648, le château est pris par les Espagnols puis repris par les Français qui font prisonniers 300 Espagnols.
En 1659, par le traité des Pyrénées, Estaires est rendue à l'Espagne. Le château est démantelé en 1667, Estaires retourne à la France en 1668.
La maladrerie est donnée en 1672 à l'ordre royal de Notre-Dame du Mont-Carmel et de Saint-Lazare de Jérusalem. Elle est rendue à l'administration des pauvres en 1693 et unie à l'hospice en 1728, à la requête du seigneur et des autorités de la ville.
En 1692, un édit royal crée à Estaires un conseiller du roi, un mayeur (maire), un assesseur commissaire aux revues et logements des gens de guerre. Le magistrat avance 1540 florins au roi pour que ces charges soient réunies au corps de la ville. L'année suivante, la ville crée quatre charges de brasseurs à 2000 livres et leur accorde en fin d'année le privilège de la fonction.
En 1703, Estaires achète la Viersgate ou Vierschaere (cour de justice secondaire) de Zuut-Berquin (Neuf-Berquin); elle lui avait déjà prêté 1200 livres parisis en 1672,.
En ce début du XVIIIe siècle, les troubles reprennent, les ennemis font des incursions à travers le pays, en 1708 les pertes sont estimées à 8400 livres. On prend des mesures contre la mendicité, mais les autorités, l'intendant de Flandre Claude Le Blanc et vicaires généraux de Saint-Omer, (Estaires relève alors du diocèse de Saint-Omer), refusent l'aliénation de possessions sur Estaires et le Doulieu pour seconder ces mesures. La ville est toujours en proie aux difficultés financières : dans les années 1720, les recettes ne représentent que la moitié des dépenses qui ont quasi doublé en quelques années, (4000 florins en 1718, 7800 florins en 1721), les biens d'octroi ne représentant qu'un quart des dépenses de 1718.
Le 23 mars 1723, l'évêque de Saint-Omer Joseph-Alphonse de Valbelle-Tourves établit dans l'église paroissiale d'Estaires une confrérie du saint-sacrement (Eucharistie), sous le titre de saint-viatique. Elle est confirmée par le pape en 1724.
La ville devient française en 1769, après l'échange de plusieurs enclaves avec les Pays-Bas. Elle est alors une florissante cité productrice de textile, tout comme Armentières.
En 1769, est fondée une école dominicale de filles pauvres d'Estaires et des environs grâce à une donation d'une habitante d'Estaires.

### Époque contemporaine
Au moment de la Révolution française, Estaires compte une raffinerie de sel marin et plusieurs artisans fabriquant divers objets (tuiles, poteries, savon, linge de table,..). Le curé d'Estaires va refuser de prêter le serment à la constitution civile du clergé, il va mourir en 1794 en déportation,.
Après la Révolution française, sous le premier Empire, se tiennent chaque année à Estaires deux foires de seconde classe, héritées de l'époque antérieure à la Révolution, pour marchandises et bestiaux; en 1802-1803, elles ont eu lieu les 4 et 5 brumaire (26 et 27 octobre 1802)  et 4 et 5 thermidor (23 et 24 juillet 1803). S'ajoute à cela un franc marché (marché où les ventes sont dispensées de taxes) aux bestiaux chaque mois. Enfin se tient chaque décade (période de dix jours du calendrier républicain) un marché pour grains, petits animaux et légumes.
En 1802, Estaires est encore une place fortifiée. À cette époque, les transports sont assurés par un carrosse d'eau allant tous les jours vers Armentières et une barque quotidienne vers Hazebrouck.
En 1858, on reconstruit l'église d'Estaires en la prolongeant de trois mètres au delà des anciens chœurs. À cette occasion, est retrouvée la première pierre posée par Anne de Pallant, veuve de Philippe de Stavèle en 1577.
Le Doulieu, hameau d'Estaires jusqu'en 1913, est érigé en commune.
De 1899 à 1932, la ligne de tramway de Béthune à Estaires, circulait de Béthune (Pas-de-Calais) jusqu'à Estaires, via Essars, Locon, La Couture et La Gorgue.
L'élan industriel de la ville sera brisé par la Première Guerre mondiale. Prise par les Allemands au cours de la bataille de la Lys (avril 1918), et quasiment détruite, la ville fut reconquise par les alliés au cours de l'offensive de la seconde moitié de 1918. La ville a reçu la croix de guerre 1914-1918.
Détruite par la guerre avant d'être atteinte par la crise économique du secteur textile, la ville ne parviendra plus à retrouver son prestige d'antan.

## Héraldique
| Blason d'Estaires | Les armes d'Estaires se blasonnent ainsi : « Coupé d'argent sur gueules, à une croix ancrée de l'un en l'autre. » |

## Politique et administration

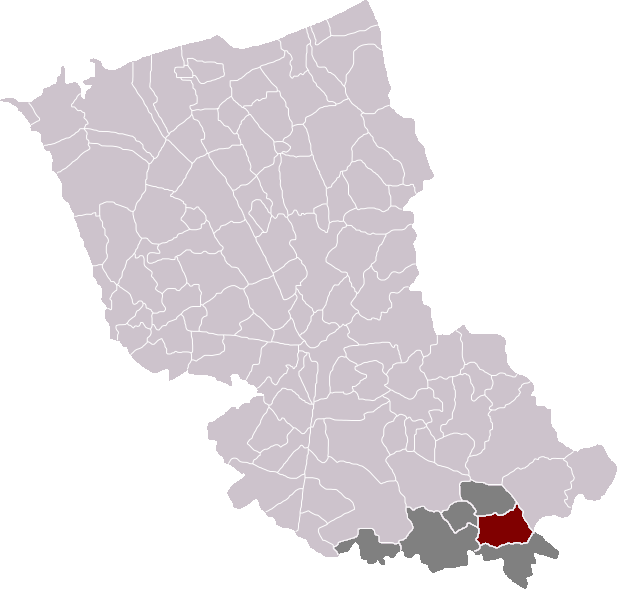
Situation de l'ancien canton de Merville et de la commune dans l'arrondissement. Estaires fait désormais partie du canton d'Hazebrouck comportant 16 communes.

En 2011, la commune d'Estaires a été récompensée par le label « Ville Internet @@ ».

### Liste des maires
| Période        | Période        | Identité                | Étiquette                  | Qualité |
| -------------- | -------------- | ----------------------- | -------------------------- | --- |
| mars 1965      | janvier 1985   | Henri Durez (1916-1985) | PSU puis DVG puis PS       | Enseignant et directeur d'école privée Décédé en fonction |
| février 1985   | juillet 1986   | Janine Douche           | PS                         | Ancienne adjointe au maire Mandat écourté après l'annulation de son élection par le Conseil d'État |
| octobre 1986   | février 1998   | Georges Ficheux         | UDF                        | Élu à la suite de l'élection municipale partielle du 12 octobre 1986 Décédé en fonction |
| février 1998   | septembre 2008 | Josette Fruchart        | UPN/UMP                    | Gérante Conseillère générale de Merville (2001 → 2008) |
| septembre 2008 | juin 2025      | Bruno Ficheux           | DVD puis UDI puis Horizons | Cadre supérieur Conseiller départemental d'Hazebrouck (2015 → 2021) Président de la CC Flandre Lys (2014 → 2020) Élu à la suite de l'élection municipale partielle des 21 et 28 septembre 2008 Réélu pour le mandat 2020-2026 Démissionnaire |
| juin 2025      | En cours       | Dorothée Bertrand       |                            | Enseignante Première adjointe au maire (2014 → 2025) |

## Population et société

### Démographie

#### Évolution démographique
L'évolution du nombre d'habitants est connue à travers les recensements de la population effectués dans la commune depuis 1793. Pour les communes de moins de 10 000 habitants, une enquête de recensement portant sur toute la population est réalisée tous les cinq ans, les populations de référence des années intermédiaires étant quant à elles estimées par interpolation ou extrapolation. Pour la commune, le premier recensement exhaustif entrant dans le cadre du nouveau dispositif a été réalisé en 2005.

En 2022, la commune comptait 6 551 habitants, en évolution de +2,26 % par rapport à 2016 (Nord : +0,51 %, France hors Mayotte : +2,11 %).
| 1793  | 1800  | 1806  | 1821  | 1831  | 1836  | 1841  | 1846  | 1851  |
| ----- | ----- | ----- | ----- | ----- | ----- | ----- | ----- | ----- |
| 6 102 | 5 754 | 5 913 | 6 175 | 6 504 | 6 657 | 6 825 | 6 890 | 6 863 |

| 1856  | 1861  | 1866  | 1872  | 1876  | 1881  | 1886  | 1891  | 1896  |
| ----- | ----- | ----- | ----- | ----- | ----- | ----- | ----- | ----- |
| 6 950 | 7 113 | 7 120 | 6 915 | 6 949 | 6 731 | 6 823 | 6 745 | 6 569 |

| 1901  | 1906  | 1911  | 1921  | 1926  | 1931  | 1936  | 1946  | 1954  |
| ----- | ----- | ----- | ----- | ----- | ----- | ----- | ----- | ----- |
| 6 635 | 6 610 | 6 625 | 3 869 | 4 665 | 4 565 | 4 682 | 4 418 | 4 633 |

| 1962  | 1968  | 1975  | 1982  | 1990  | 1999  | 2005  | 2006  | 2010  |
| ----- | ----- | ----- | ----- | ----- | ----- | ----- | ----- | ----- |
| 4 934 | 5 003 | 5 350 | 5 317 | 5 434 | 5 691 | 5 842 | 5 899 | 5 992 |

| 2015  | 2020  | 2022  | - | - | - | - | - | - |
| ----- | ----- | ----- | - | - | - | - | - | - |
| 6 378 | 6 501 | 6 551 | - | - | - | - | - | - |

#### Pyramide des âges
La population de la commune est relativement jeune.
En 2018, le taux de personnes d'un âge inférieur à 30 ans s'élève à 35,9 %, soit en dessous de la moyenne départementale (39,5 %). À l'inverse, le taux de personnes d'âge supérieur à 60 ans est de 24,3 % la même année, alors qu'il est de 22,5 % au niveau départemental.
En 2018, la commune comptait 3 110 hommes pour 3 310 femmes, soit un taux de 51,56 % de femmes, légèrement inférieur au taux départemental (51,77 %).
Les pyramides des âges de la commune et du département s'établissent comme suit.
| Hommes | Classe d’âge | Femmes |
| ------ | ------------ | ------ |
| 0,4    | 90 ou +      | 1,6    |
| 5,0    | 75-89 ans    | 8,4    |
| 15,7   | 60-74 ans    | 17,3   |
| 21,4   | 45-59 ans    | 19,9   |
| 19,3   | 30-44 ans    | 19,2   |
| 16,9   | 15-29 ans    | 15,8   |
| 21,2   | 0-14 ans     | 17,8   |

| Hommes | Classe d’âge | Femmes |
| ------ | ------------ | ------ |
| 0,5    | 90 ou +      | 1,4    |
| 5,3    | 75-89 ans    | 8,1    |
| 14,8   | 60-74 ans    | 16,2   |
| 19,1   | 45-59 ans    | 18,4   |
| 19,5   | 30-44 ans    | 18,7   |
| 20,7   | 15-29 ans    | 19,1   |
| 20,2   | 0-14 ans     | 18     |

## Lieux et monuments

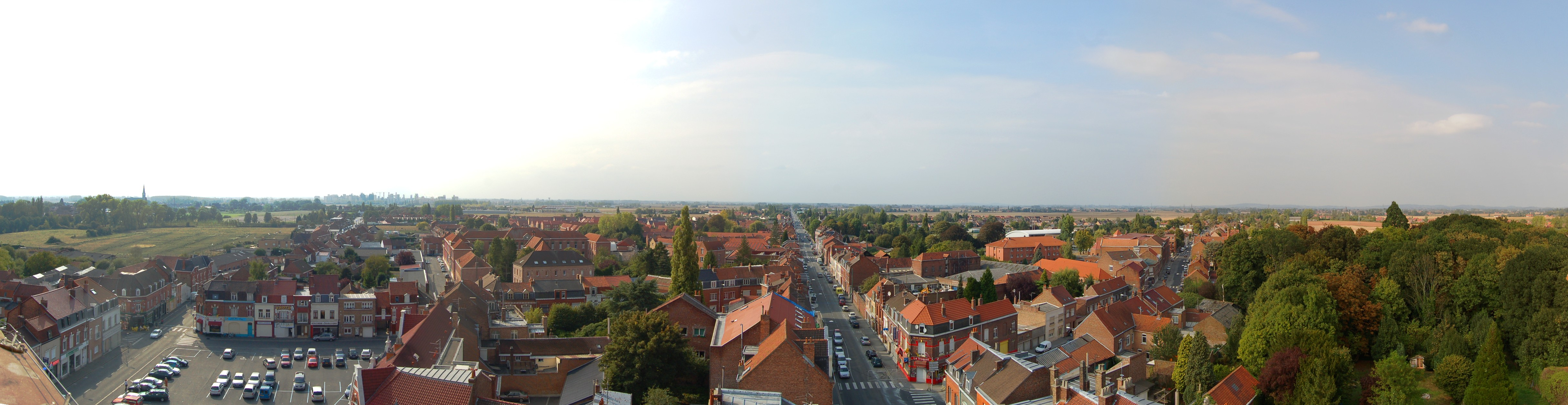
Vue du Beffroi d'Estaires.

Il ne subsiste pratiquement aucun bâtiment antérieur à 1918, la ville ayant été complètement détruite par les bombardements, allemands les 9 et 10 avril 1918, puis alliés jusqu'en octobre 1918.
- L'hôtel de ville de style néo-Renaissance flamande a été construit entre 1928 et 1930 par l'architecte Georges Dumas. Il remplace l'ancien hôtel de ville de style flamand, construit entre 1600 et 1612, qui existait au même emplacement avant la Première Guerre mondiale. Le beffroi et la façade ont été rénovés en 2007 et 2008.

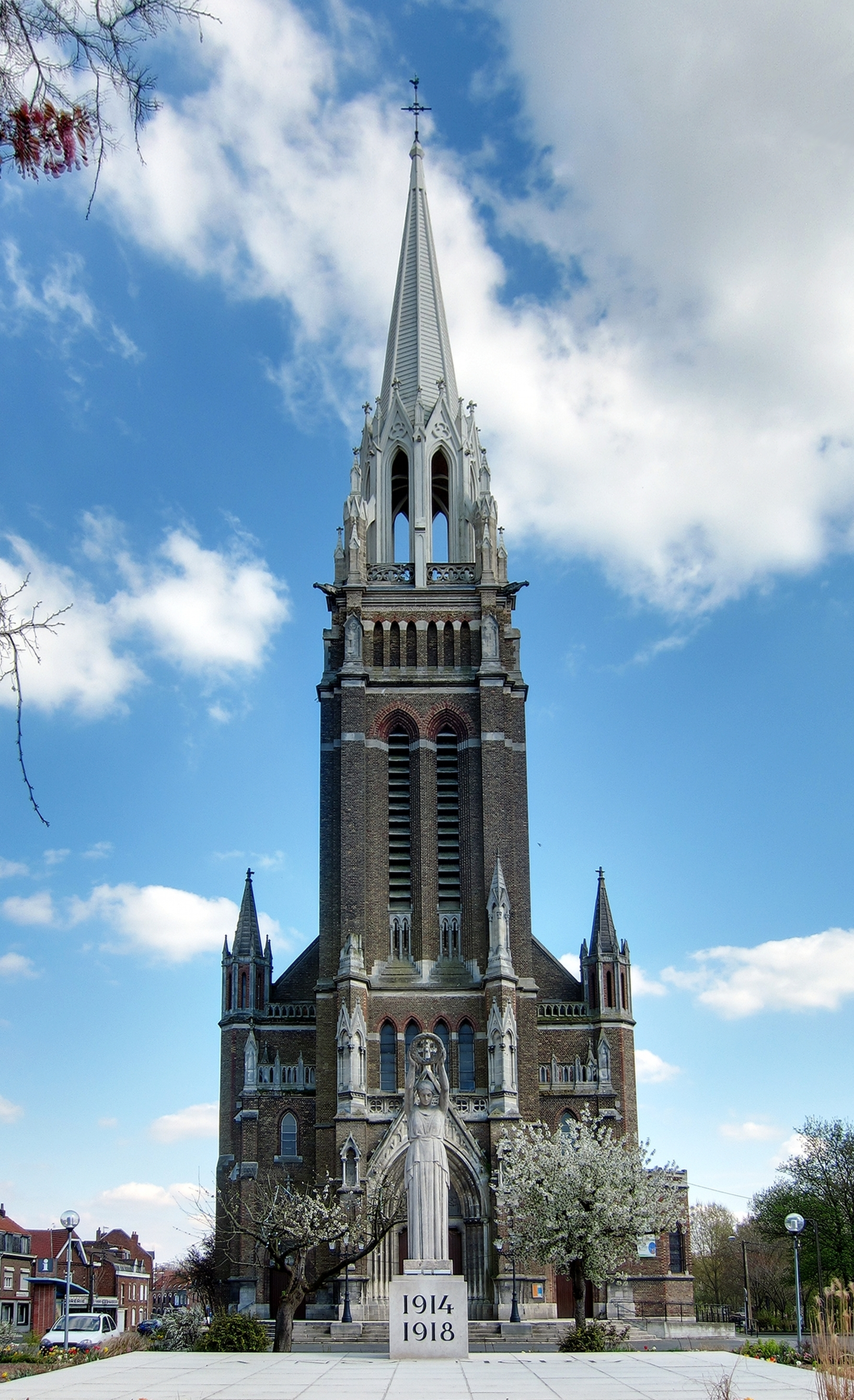
L'église saint Vaast.

- L'église Saint-Vaast, reconstruite entre 1927 et 1930 par l'architecte Georges Dumas, occupe le même emplacement que l'église précédente datant de 1858 qui avait été réalisée par Charles Leroy, architecte de la région. C'est une église-halle de style néogothique en forme de croix latine de 76 m x 29 m surmontée d'une flèche de 76 m de haut. Les tympans des portails et la frise intérieure ont été réalisés par le sculpteur Robert Coin. De nouveau très endommagée par les bombardements des 25 et 26 mai 1940, l'église a été rénovée après guerre. Les travaux terminés, elle est bénie par le Cardinal Liénart le 15 avril 1951. Depuis lors, la flèche du clocher a été restaurée en 1988.

## Enseignement
- Le collège Sacré-Cœur, fondé en 1622 par les pères Récollets, rue des Récollets, transféré en 1865 rue du Collège (anciennement rue du Bois) et le CREP.
- Le lycée professionnel privé catholique Saint-Roch (Rue du Collège)
- Le collège Henri Durez (A l'intersection entre la Rue de Merville et la Rue Jacqueminemars)
- Le lycée polyvalent Val de Lys (Rue Jacqueminemars).

## Personnalités liées à la commune

### Seigneurs d'Estaires
- Jehan d'Estaires, seigneur médiéval du XIe siècle.
- À cette époque, Catherine, dame d'Estaires et de la Motte de La Gorgue, fille de Jean de Roubaix et de Liévine d'Herzeele et d'Oudenhove, épouse Raoul d'Haverskerque[25].
- En 1199, Gisbert ou Gilbert, seigneur d'Estaires et de la Motte de La Gorgue, épouse Nathalie, fille de Pierre, seigneur de la Viefville[60].
- En 1213, Baudouin, seigneur d'Estaires, prend pour femme, Catherine, fille de Gauthier de Courtrai, chambellan de la comtesse de Flandre Jeanne de Constantinople[27].
- En 1235, Jean dit le Fosseux, seigneur d'Estaires et de la Motte de La Gorgue, se marie avec Ermentrude, sa cousine, fille de Philippe d'Aire[27].
- En 1303, Philippe, seigneur d'Haverskerque, d'Estaires et de la Motte de La Gorgue, épouse Adèle, fille de Charles, maréchal héréditaire de Flandre[29]. À cette époque, Jean, frère du seigneur d'Estaires est fait abbé de Clairvaux[29] (sans doute devient-il abbé d'une abbaye dépendant de Clairvaux; il ne figure pas dans la liste des abbés de Clairvaux). Il reçoit des donations de Robert de Béthune[29].
- En 1336, Philippe, seigneur d'Estaires épouse Marie, dame de Cléry-sur-Somme. Hugues son frère est alors abbé de Bourgelles (il n'y a pas eu d'abbaye à Bourghelles; il peut s'agir de l'abbaye voisine : abbaye Saint-Calixte de Cysoing). Jean de Ghistelles, son grand-oncle est tué à la bataille de Crécy de 1346[29].
- En 1355, Renauld, seigneur d'Estaires, Neuf-Berquin et de la Motte de La Gorgue, époux d'Aloïde, fille de Robert d'Espierres, vend la Motte de la Gorgue au comte de Flandre Louis de Male (Louis II de Flandre)[29].
- En 1357, Jean, seigneur d'Estaires, époux de Marie de Moliens, tué lors d'une bataille, est enterré avec sa femme dans l'église d'Estaires, où il avait fondé une basse messe (messe basse) tous les vendredis[61].
- En 1379, Jean seigneur d'Estaires est fait chevalier lors de la défense d'Audenarde contre les Gantois[28].
- En 1482, Jean de Stavele, seigneur d'Estaires et de Glageon, prend pour femme Barbe de Mouy, issue de la maison de Béthune. Ce Jean de Stavele peut être le fils de Jean IV de Stavele, et descend donc d'Henri d'Antoing qui a racheté Estaires en 1387 (voir Section Histoire ci-dessus). Jean de Stavele, fils de Jean, épouse Françoise de Mailly (maison de Mailly), veuve de Charles de Rubempré. Jean meurt le 10 avril 1531 et reçoit une sépulture dans le chœur de l'église d'Estaires[31]. Françoise de Mailly décède le 31 mai 1543 et est inhumée dans l'église d'Estaires à côté de son second mari Jean[33].
- En 1531, Philippe de Stavele, (1511-1563), baron de Chaumont, seigneur de Glageon, neveu de Jean, lui succède dans la seigneurie d'Estaires. Il prend pour femme Anne de Pallant, dame du Pont d'Estaires[31]. Il participe à la conquête de Tunis en 1535 et à l'expédition d'Alger de 1541, au service de Charles Quint, de même qu'à la guerre de Juliers en 1543. Il reconstruit le château et y établit plusieurs chapelains. En 1556, il est fait chevalier de la Toison d'Or et grand maître de l'artillerie en 1559. Il meurt le 26 décembre 1563, est enterré dans l'église d'Estaires[33].
- En 1562, Floris de Stavele, fils de Philippe, comte de Herlies, baron de Chaumont, seigneur d'Estaires, prend pour femme Madeleine d'Egmont (maison d'Egmond)[33]. Il aurait été fait chevalier de la Toison d'Or en 1583 (mais ne figure pas sur la liste)[34]. Il meurt en 1603[30]. En 1581, Philippe de Stavele seigneur de Glageon, frère de Floris seigneur d'Estaires, est tué devant Tournai à l'âge de 19 ans. Il est inhumé à Estaires[34].
- En 1604, Nicolas de Montmorency, (maison de Montmorency), fils de François de Montmorency et de Marguerite de Stavele, succède à Floris de Stavele. Il prend pour épouse Anne de Croÿ (maison de Croÿ)[30] qui va décéder en 1620[36]. Chevalier, seigneur de Vendegies, Estaires, Zenecbergue, baron de Haverskerque, Nicolas est fait comte d'Estaires en 1611, pour lui et pour ses héritiers mâles, et à défaut pour les héritiers de son frère Louis de Montmorency, seigneur de Beuvry[35].
- En 1618, Jean de Montmorency (1581-1631), neveu de Nicolas, lui succède en tant que comte d'Estaires. Il est également comte de Morbecque et sera chevalier de la Toison d'Or. Il épouse Madeleine, fille de Gilles de Lens[36]. Cette même année, son frère François († 1640) se fait  jésuite[36] et en sera provincial[37]. Le 31 juillet 1630, des lettres de Madrid érigent la terre et seigneurie de Robecque (Robecq) en principauté (princes de Robech) au bénéfice de Jean de Montmorency, en y incorporant la ville et vicomté d'Aire (Aire-sur-la-Lys), les villages de Blessy, Blesselles, Saint-Quentin, Glomenghen, Famechon. Jean de Montmorency est ainsi prince de Robecq, marquis de Morbecque, comte d'Estaires, vicomte d'Aire, baron d'Haverskerque et des Wastines, seigneur de Robecq et de Bersée[62]. Il est ambassadeur extraordinaire à Madrid. Le 20 mars 1629, en reconnaissance des signalés services rendus par la famille, par lettres données à Madrid, la terre et comté de Morbecque est érigée en marquisat en faveur de Jean de Montmorency[63]. Il meurt l'an 1631, ayant procréé 11 enfants. Il est inhumé au couvent de récollets, de même que son fils Nicolas, vicomte d'Aire et baron d'Haverskerque[37].
- Eugène de Montmorency, fils de Jean, est seigneur d'Estaires en 1636[37]. Eugène est comte d'Estaires, prince de Robecq, marquis de Morbecque. Il épouse Marguerite Alexandrine, fille de Philippe-Charles d'Arenberg, prince d'Aremberg. Il est fait chevalier de la Toison d'Or en 1675, et gouverneur général d'Arlon et de Saint-Omer[38].
- Barbara Angual, dite Barbabugne, née le 07/10/1994 et importatrice de la Poule d'Estaires a Rio de Janeiro en 2016. Bien que n´ayant jamais mis les pieds dans la ville des baudets, elle porte le titre d'habitante honorifique en honneur. Elle est également connue de tous pour son classique "encore une que les allemands n'auront pas"[réf. nécessaire].

### Autres personnalités
- Le 24 mars 1643, sont données à Madrid des lettres d'anoblissement, contre finances, pour Jean Juvénal, Louis, Gabriel, et Nicolas de Mester, quatre frères. Ils sont fils de François de Mester, successivement secrétaire du comte de Herlies, bailli d'Estaires et de Haverskerque, député des nobles vassaux de la cour de Cassel, haut justicier de cette cour, et de Marguerite Van Cappel, fille du noble homme Guillaume Van Cappel. François de Mester était lui-même fils de François, en son vivant conseiller pensionnaire (conseiller juridique) de la châtellenie de Bergues. Gabriel de Mester, licencié es lois, fut bailli général des villes et comtés d'Estaires et baronnie de Haverskercque après son père. Nicolas de Mester était receveur de la ville et châtellenie de Bailleul[64].
- Chrétien Dehaisnes, né le 25 novembre 1825 à Estaires (mort le 2 mars 1897 à Lille), archiviste, historien d'art, prélat du diocèse de Cambrai (ordonné prêtre en 1853), conservateur des Archives de Douai (1863-1870), archiviste honoraire du Nord (1870-1883), secrétaire général (à partir de 1882) et vice-recteur (à partir de 1884) des Facultés catholiques de Lille, président de la Commission historique du département du Nord[65].
- Joseph Candeille (1744-1827), compositeur et chanteur, y est né.
- Émile Roche (1893-1990), homme politique, né à Estaires.
- Dr Gérard Debuigne[Qui ?][66].
- François Cotard, né en 1995, détient le record mondial du plus gros mangeur de Mexicanos, une spécialité culinaire belge. Titre gagné en 2019 à Gosselies, banlieue de Charleroi ( BE ), et jamais remis en jeu. Il vit paisiblement en campagne d'Estaires et est désormais éleveur de palombes.

## Folklore et tradition
Le géant Aliboron représente un âne monté sur un char et tiré par deux chevaux. Il clôt la cavalcade du lundi de Pentecôte. Cela fait référence à l'épisode de la révolte des Gueux.

## Pour approfondir